# Yuika Sugasawa
Yuika Sugasawa (菅澤 優衣香 Sugasawa Yuika?,  nacida el 5 de octubre de 1990 en Chiba) es una futbolista japonesa que juega como delantera.
Sugasawa jugó 43 veces y marcó 11 goles para la selección femenina de fútbol de Japón. Sugasawa fue elegida para integrar la selección nacional de Japón para los Copa Mundial Femenina de Fútbol de 2015.

## Trayectoria

### Clubes
| Club             | País  | Año         |
| ---------------- | ----- | ----------- |
| Albirex Niigata  | Japón | 2008 - 2012 |
| JEF United Chiba | Japón | 2013 - 2016 |
| Urawa Reds       | Japón | 2017 -      |

### Selección nacional
| Selección | País  | Año    |
| --------- | ----- | ------ |
| Absoluta  | Japón | 2010 - |

## Estadística de equipo nacional
| Selección femenina de fútbol de Japón | Selección femenina de fútbol de Japón | Selección femenina de fútbol de Japón |
| Año                                   | Partidos                              | Goles                                 |
| ------------------------------------- | ------------------------------------- | ------------------------------------- |
| 2010                                  | 6                                     | 0                                     |
| 2011                                  | 0                                     | 0                                     |
| 2012                                  | 4                                     | 2                                     |
| 2013                                  | 2                                     | 0                                     |
| 2014                                  | 12                                    | 6                                     |
| 2015                                  | 14                                    | 2                                     |
| 2016                                  | 1                                     | 0                                     |
| 2017                                  | 4                                     | 1                                     |
| Total                                 | 43                                    | 11                                    |